# Baron fils
Pour les articles homonymes, voir Baron, Louis Bouchené et Bouchené.
Ne doit pas être confondu avec Baron fils.

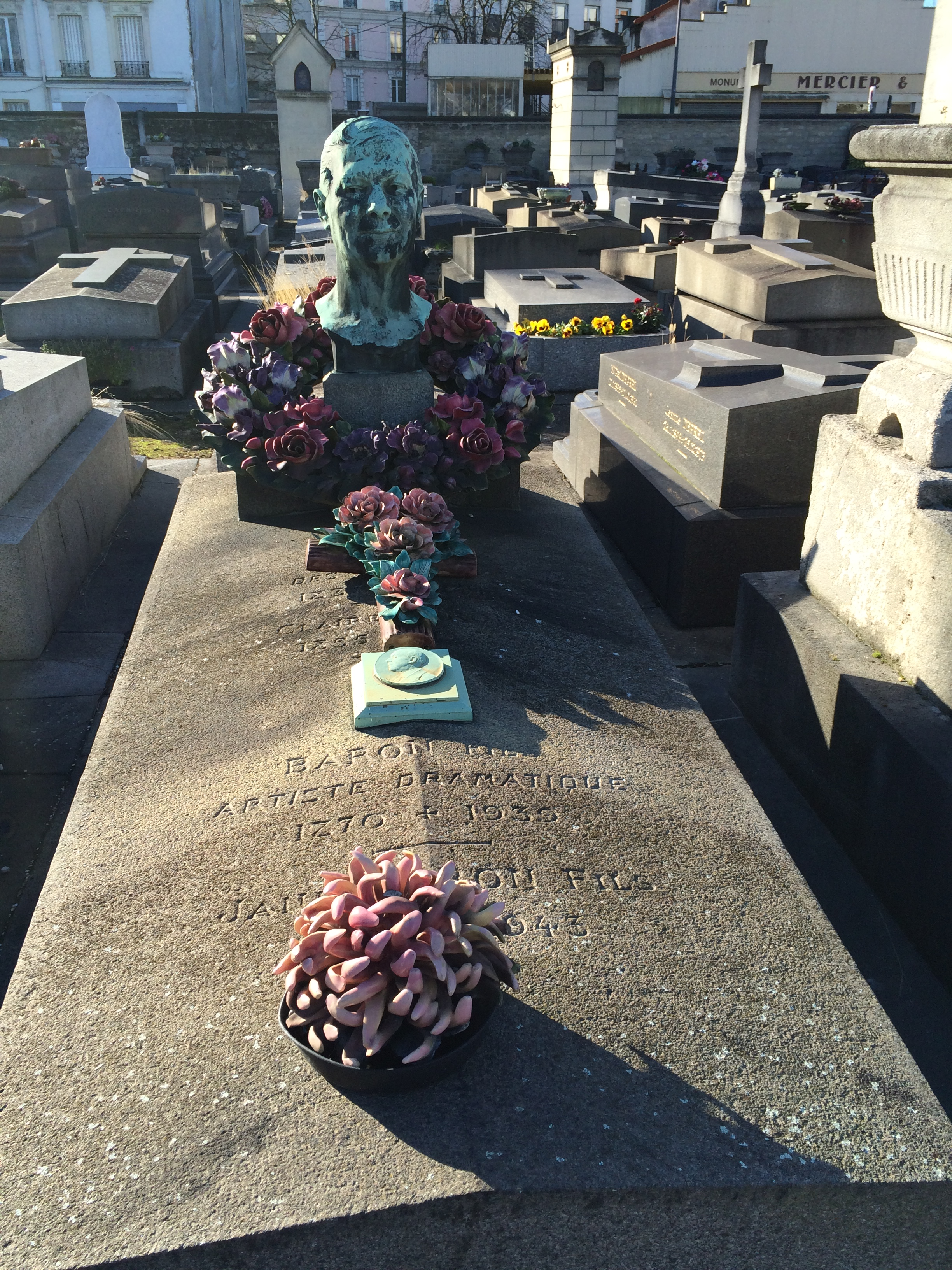
Tombe de Baron fils (Louis Bouchené) au cimetière ancien d'Asnières-sur-Seine (Hauts-de-Seine).

Louis Bouchené  dit Baron fils est un comédien français né le 24 décembre 1870 à Paris 8e et mort le 30 novembre 1939 à Dieppe.

## Biographie
Il est le fils du comédien Louis Bouchené dit Baron et l'oncle de la comédienne Germaine Baron.

## Théâtre
- 1890 : Ma cousine de Henri Meilhac, théâtre des Variétés
- 1891 : Paris port de mer de Henri Blondeau et Hector Monréal, théâtre des Variétés
- 1892 : Brevet supérieur de Henri Meilhac, théâtre des Variétés
- 1892 : La Bonne à tout faire d'Oscar Méténier et Jean-Louis Dubut de Laforest, théâtre des Variétés
- 1894 : L'Article 214 d'André Sylvane et Maurice Ordonneau, théâtre des Variétés
- 1896 : Le Carillon d'Ernest Blum et Paul Ferrier, théâtre des Variétés
- 1896 : François les bas-bleus, Théâtre des Folies-Dramatiques[3].
- 1902 : Le Joug d'Albert Guinon et Jane Marny, théâtre du Vaudeville
- 1903 : Antoinette Sabrier de Romain Coolus, théâtre du Vaudeville
- 1905 : L'Armature d'après Paul Hervieu, théâtre du Vaudeville
- 1905 : Le Bonheur, mesdames ! de Francis de Croisset, théâtre des Variétés
- 1906 : Chaîne anglaise de Camille Oudinot et Abel Hermant, théâtre du Vaudeville
- 1906 : Éducation de prince de Maurice Donnay, théâtre du Vaudeville
- 1906 : Le Paradis de Mahomet de Henri Blondeau, Théâtre des Variétés
- 1907 : Paris-New York de Francis de Croisset et Emmanuel Arène, théâtre Réjane
- 1907 : Les Jacobines d'Abel Hermant, théâtre du Vaudeville
- 1907 : Le Ruisseau de Pierre Wolff, théâtre du Vaudeville
- 1909 : Suzette d'Eugène Brieux, théâtre du Vaudeville
- 1909 : La Maison de danses de Fernand Nozière et Charles Muller d'après Paul Reboux, théâtre du Vaudeville
- 1911 : Le Tribun de Paul Bourget, théâtre du Vaudeville
- 1912 : La Prise de Berg-Op-Zoom de Sacha Guitry, théâtre du Vaudeville
- 1914 : La Pèlerine écossaise de Sacha Guitry, théâtre des Bouffes-Parisiens
- 1916 : L'Illusionniste de Sacha Guitry, théâtre des Bouffes-Parisiens
- 1918 : Nono de Sacha Guitry, théâtre des Célestins
- 1918 : Deburau de Sacha Guitry, au théâtre du Vaudeville, à Paris.
- 1919 : Pasteur de Sacha Guitry, théâtre du Vaudeville
- 1919 : Le Mari, la Femme et l'Amant de Sacha Guitry, au théâtre du Vaudeville, à Paris.
- 1920 : Le Chasseur de chez Maxim's de Gustave Quinson et de Yves Mirande, au théâtre du Palais-Royal, à Paris.
- 1923 : L'École des cocottes de Paul Armont et Marcel Gerbidon, théâtre du Palais-Royal
- 1925 : J'adore ça, comédie musicale en 3 actes d'Albert Willemetz et Saint-Granier, musique Henri Christiné, théâtre Daunou
- 1928 : L'Amant de madame Vidal de Louis Verneuil, théâtre de Paris

## Filmographie partielle
- 1910 : Deux vieux garçons de Michel Carré
- 1911 : La Ruse de Miss Plumcake (À qui l'héritière ?) de Georges Denola
- 1913 : Le Contrôleur des wagons-lits de Charles Prince
- 1913 : Joséphine vendue par ses sœurs de Georges Denola
- 1917 : Le Roi de la mer de Jacques de Baroncelli
- 1917 : Lucien, son chien et sa belle-mère de Lucien Rozenberg
- 1918 : Le Siège des trois K de Jacques de Baroncelli
- 1918 : Le Retour aux champs de Jacques de Baroncelli
- 1918 : Frères de Maurice Rémon : le baron d'Orchaises
- 1918 : Les Bleus de l'amour de Henri Desfontaines
- 1918 : Ce bon Lucien d'Édouard-Émile Violet
- 1919 : Fanny Lear de Robert Boudrioz et Jean Manoussi
- 1919 : Madame et son filleul de Georges Monca et Charles Prince
- 1920 : L'Héritage de Jacques de Baroncelli
- 1920 : Les Femmes collantes de Georges Monca et Charles Prince
- 1927 : Croquette de Louis Mercanton
- 1929 : Vénus de Louis Mercanton
- 1930 : Le Mystère de la villa rose de Louis Mercanton et René Hervil : Le Meillan
- 1930 : L'amour chante de Robert Florey
- 1930 : Nos maîtres les domestiques de Hewitt Claypoole Grantham-Hayes
- 1931 : Flagrant délit de Georges Tréville et Hanns Schwarz
- 1931 : Le Blanc et le Noir de Robert Florey : M. Massicaut
- 1931 : Un homme en habit de René Guissart : l'huissier Buffetaut
- 1931 : Il est charmant de Louis Mercanton
- 1932 : Le Cordon bleu de Karl Anton
- 1932 : Monsieur Albert de Karl Anton
- 1932 : La Petite de Montparnasse de Hanns Schwarz
- 1932 : Passionnément de René Guissart et Louis Mercanton
- 1932 : Le Fils improvisé de René Guissart
- 1932 : Le Crime du Bouif de André Berthomieu
- 1932 : Une femme au volant de Pierre Billon et Kurt Gerron
- 1933 : La Femme invisible de Georges Lacombe
- 1933 : Nu comme un ver de Léon Mathot
- 1934 : Votre sourire de Monty Banks et Pierre Caron
- 1934 : Compartiment de dames seules de Christian-Jaque
- 1934 : L'École des contribuables de René Guissart
- 1935 : Dédé de René Guissart : maître Leroydet
- 1936 : Train de plaisir de Léo Joannon
- 1936 : Toi, c'est moi de René Guissart : Pfitz
- 1936 : Mademoiselle Mozart de Yvan Noé : Alfred Pascoureau
- 1937 : Faisons un rêve de Sacha Guitry
- 1937 : Chipée de Roger Goupillières
- 1937 : Courrier Sud de Pierre Billon
- 1938 : Les Deux combinards de Jacques Houssin
- 1938 : Trois Artilleurs à l'opéra d'André Chotin